# آلبرت هندرسون (بازیگر)
آلبرت هندرسون (به انگلیسی: Albert Henderson) (زاده ۲۹ ژانویهٔ ۱۹۱۵-درگذشته ۲۳ ژانویهٔ ۲۰۰۴) بازیگر آمریکایی بود.
از فیلم‌های معروف او می‌توان به بازی در فیلم آقای جونز و ترنسرها ۲ اشاره کرد.